# Feldgrashüpfer
Der Feldgrashüpfer (Chorthippus apricarius, Syn.: Glyptobothrus apricarius) ist eine  Kurzfühlerschrecke (Caelifera) aus der Familie der Feldheuschrecken und gehört zur Unterfamilie der Grashüpfer (Gomphocerinae). Über die Häufigkeit und Verbreitung in Deutschland gibt es kaum genaue Angaben. Sie ist aber wohl noch recht verbreitet.

## Beschreibung

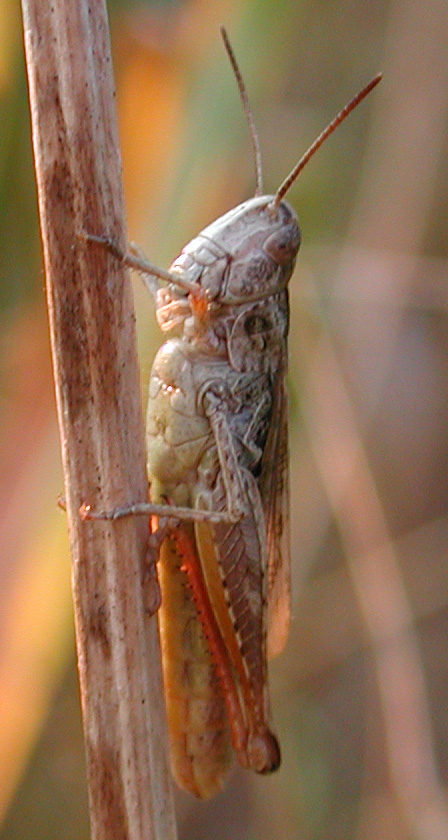
Weibchen des Feldgrashüpfers

Beide Geschlechter sind oberseits im Wesentlichen gelb-bräunlich stellenweise auch grünlich und leicht gefleckt gefärbt. Die Unterseite ist heller. Die Weibchen sind etwas größer als die Männchen. Im Feld ist die Art an der Lautäußerung sicher zu erkennen. Sie singen nur bei Sonnenschein. Der Gesang besteht aus normalerweise ca. zwei Sekunden langen Strophen deren Silben aus einem tickenden Laut und zwei Zischlauten bestehen, die an eine kleine Dampflokomotive erinnern (daher der niederländische Name Locomotiefje). Die Strophen fangen etwas leiser an und hören bei voller Lautstärke abrupt auf. Der Gesang ist für Menschen etwa 10 m weit hörbar und eindeutig zu erkennen. Als Werbegesang in der direkten Nähe eines Weibchens werden die Strophen erheblich länger.

## Lebensraum
Die Art bevorzugt trocken-warme Standorte mit Grasvegetation, auch Wegränder oder Bahndämme.

## Lebensweise
Die Art ernährt sich von Gräsern.

## Verbreitung
Die Art kommt an geeigneten Standorten in ganz Deutschland, den  Niederlanden, Belgien und Frankreich vor. Die britischen Inseln sind jedoch nicht besiedelt.